# Маркелово (Сюмсинський район)
Марке́лово (рос. Маркелово) — присілок у складі Сюмсинського району Удмуртії, Росія.
Населення — 93 особи (2010; 129 в 2002).
Національний склад (2002):
- удмурти — 54 %
- росіяни — 45 %

## Урбаноніми[3]
- вулиці — Виробнича, Маркеловська